# Emily Florence Cazneau
Emily Florence Cazneau (roz. Bentley, 14. května 1855 – 24. března 1892) byla novozélandská umělkyně a profesionální fotografka, narozená v Austrálii.

## Životopis
Cazneau původně pracovala v Sydney, ve fotografickém studiu Freeman Brothers, jako koloristka a malířka miniatur. Začátkem 70. let se přestěhovala do Wellingtonu a se svým manželem založili profesionální fotografické studio.
Cazneau fotografovala erupci Mount Tarawera. Přednášela také ve výstavní budově ve Wellingtonu za dopoprovodu promítání obrázků laterny magicy, vyrobených z jejích negativů.
Ve studiu pokračovala až do roku 1890, kdy se přestěhovala do Adelaide. Zemřela 24. března 1892. Ukázky její práce jsou ve sbírkách Muzea Nového Zélandu Te Papa Tongarewa. Některá její díla obsahuje také Národní knihovna Nového Zélandu.

## Rodina
Cazneau se setkala se svým manželem, Piercem Mottem Cazneauem, při práci ve firmě Freemans Brother. Vzali se 23. prosince 1876 a 30. března 1878 se jim ve Wellingtonu narodil syn Harold, který je známý také jako fotograf.

## Galerie

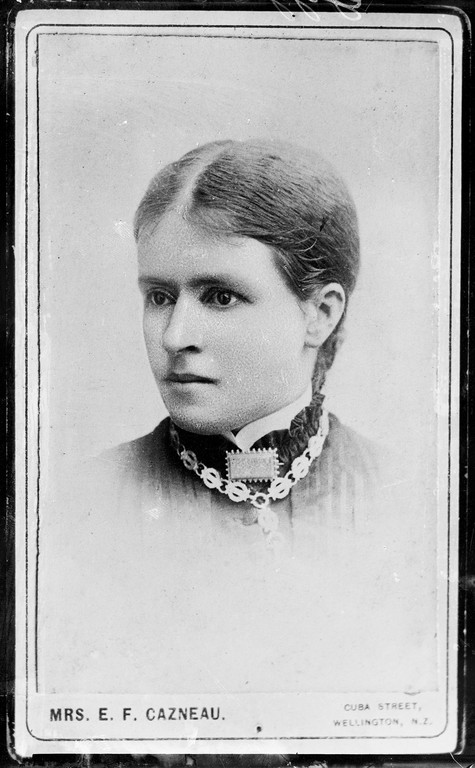
Berry and Co.: paní Emily Florence Cazneau, 1850